# 天龙八部角色列表
以下為金庸武侠小说《天龍八部》的角色列表，包括只是提到名字但没有出现的，小说中总共有231个人物角色。本書初衷是以佛教「天龍八部」的神話生物形象，譜寫8個主角、8段故事，各自成章最後互相交織。因在報紙連載，後來逐漸發展成群像多線敍事、伏筆綿密，牽涉家仇國恨、地域橫跨廣闊，前後30年的的史詩式悲劇。然則，角色對應的八部原型，神髓仍然可循。影視改編慣性以喬峰、段譽、虛竹，結拜3兄弟合稱主人翁。原著從段譽開首帶入，從不愛習武到誤打誤撞練成深厚功力、邂逅多位心儀對象妹子，家世大理段氏又與與諸般人事息息相關，最後脫穎成長登基稱帝，屬於作者授意的明面男主角，虛竹於第3部末才稍作登場，經歷奇遇單獨成篇符合主角待遇，但故事線即使分拆或刪去也不影響全書結構，新修版前更沒仔細交代過日後去向，加上金庸對其描寫不具備傳統主角大器、俊美條件，故惹來是否只屬半個主角或大配角的討論，喬峰自第2部登場，形成主線描寫頗長時間，身世之謎更是貫穿全書的核心事件，最終章悲壯自盡結束一生，其俠之大者的作風磊落豪爽，長年成為讀者心中人氣最高的領軍角色，「燕子塢姑蘇」慕容復正式登場時間較晚，但身影早已遍佈書中每個角落，作為段、蕭2人的對應反派，父輩均與故事中的背景陰謀千絲萬縷，流通多年深入民心的修訂版亦是以慕容復發瘋作為結局，因此不少讀者視齊名天敵「南慕容，北喬峰」(一生的起跌) 為實質雙核心。這樣的敍事手法在金庸筆下屢見不鮮。
女主角方面，則主要描寫王語嫣、阿紫、阿朱、鍾靈、木婉清。

## 主要角色

### 男主角
- 乔峰：丐幫幫主，武功蓋世，降龍十八掌威震武林。身材魁偉、濃眉大眼、高鼻闊口、一張四方的國字臉，顧盼之際極有威勢，俠之大者的作風磊落豪爽，長年成為讀者心中人氣最高的領軍角色。路上遇到段譽、虛竹，意氣相投義結金蘭，排行大哥。受喬三槐夫婦撫養成長，因被揭發身世為契丹人，受到漢地江湖中人諸般誣衊和唾棄。與阿朱共患難後培養出深刻感情，同時恢復原姓蕭氏。但遭人設計誤導以為段正淳是「帶頭大哥」，阿朱擔心蕭峯若開罪大理段氏會後患無窮，遂易容成自己生父相會並被親手誤殺，臨逝前囑咐照看妹妹阿紫。阿紫情傾姐夫，但蕭峯對阿朱專情不忘，亦不太喜歡阿紫的蛇蠍之心，不過仍然攜她同行。後來到訪女真族部落，又與遼國君主耶律洪基結為兄弟，并在平亂中立下大功，被封為「南院大王」。率領「燕雲十八騎」重返中原，於少室山一戰霸氣盡露，並解開身世之謎。最終為阻止遼國入侵宋國而反叛，有感忠義兩難全，遂於雁門關自殺了結悲劇一生。

- 段誉：大理國「鎮南王」段正淳世子，生性與父親一樣處處留情。涉足江湖後與蕭峯、虛竹義結金蘭，排行三弟。從小熟讀諸子百家經典，屬於粉臉俊美的書獃子。雖然生為皇族，但全無架子、性格樂觀善良。因厭惡殺生而不願學武並離家出走，因緣際會墮入無量山後湖底密室，得到秘籍練成絕頂輕功凌波微步、以及無意中源源不絕吸取他人功力的北冥神功，因此獲得渾厚內功，施展六脈神劍雖然不甚穩定，但劍氣隔空傷敵威能極大，另有伯父段正明傳授的「導氣歸虛」內功心法。期間多有邂逅心儀的妹子，直至最後母親「玉虛散人」刀白鳳吐露真相，生父乃被廢太子段延慶，因此得以與眾姑娘成親，没有亂倫的問題。結尾脫穎成長登基稱帝，登基時年號日新。世紀新修版結局與王語嫣、木婉清、鍾靈的關係有所修改。

- 虛竹：性格木訥老實、相貌醜陋、濃眉大眼、鼻孔上翻、雙耳招風、嘴唇甚厚、不善詞令。初登場是少林派弟子，因緣際會破了珍瓏棋局，被無崖子強行將少林內功廢掉，再將70年內力打進體內，成為逍遙派掌門。後來得到天山童姥傳授天山六陽掌、天山折梅手，並且成為靈鷲宮新尊主，卻也因此被逐出少林。少室山一戰，得知自己是少林派方丈玄慈、四大惡人之一葉二娘之私生子。西夏銀川公主招駙馬時與在冰窖失身的「夢姑」相認，成為西夏開國皇帝李元昊之孫女婿、西夏皇太妃李秋水的師侄兼孫女婿。少林派慧輪、逍遙派掌門無崖子徒弟，少林派玄字輩僧人的師姪孫，少林派慧字輩僧人、天山童姥的師姪，蘇星河、丁春秋的師弟，「函谷八友」的師叔，結拜兄弟是蕭峰、段譽。

### 女主角
- 王語嫣：段正淳、情婦李青萝之女，逍遙派無崖子之外孫女，從小生活在沒有男人的曼陀山莊。擁有「神仙姊姊」般美貌，新修版設定為對容顏十分在意。單戀表哥慕容復，看遍天下武學秘籍，只為能多和心上人多説上幾句話，但後來被棄之不顧，受段譽感動而與之相戀。新修版結局與阿碧一起，回到精神失常的慕容復身邊陪伴照顧。

- 阿紫：外表稚氣美麗、帶點古靈精怪。阿朱的胞妹，因自幼在星宿派丁春秋培養成長(後為大師姊)，因此性格刁蠻暴戾、狠毒好玩。乔峰自盡後，阿紫也跟著跳下懸崖為其殉情。

- 阿朱：原為慕容復侍女，擅於易容，居於「聽香水榭」。嬌俏可喜、笑靨如花、雙眸靈動，自有一股動人氣韻，又會巧妙變通。後來與乔峰相愛，得知自己是段正淳、情婦阮星竹之女後，甘願捨身假扮父親並被愛人親手打死。

- 木婉清：外表冷峻、一襲黑衣，並有一匹愛馬「黑玫瑰」。初登場時予人潑辣之感，實質外冷內熱、極重情義，並對世界的認知頗為單純。段正淳、情婦秦紅棉之女，初與段譽相戀，並在陰陽和合散藥力下差點亂倫。在得知自己與段譽是同父異母的兄妹後，悲憤離去，後在西夏與段譽重逢。於新修版結局中被段譽封為「貴妃」。

- 鍾靈：機靈可愛、明媚照人，養有1隻會咬敵人的閃電貂，是段譽遇到的第一位妹子玩伴。段正淳、情婦甘寶寶之女，單戀段譽。在少室山下乔峰故居與段譽重逢。於新修版結局中被冊封為「賢妃」。

### 大理段氏
- 段正明：大理國皇帝，人稱「保定帝」，段正淳之兄，精通家傳武學「一陽指」。傳位於段譽後避位為僧，法号「本塵」。

- 段正淳：大理國鎮南王，生情風流放蕩好女色，早年四處拈花惹草，結果私生的女兒成了兒子段譽的情人，最後為死去的情婦殉情。根據電腦統計出場連被提及，名字出現次數為4大男主角以外最多，若不包括女性角色，排名份屬第5位。

- 刀白鳳：大理國鎮南王妃，擺夷人(泰老民族)。段正淳的元配、段譽的母親。最後隨段正淳自盡。

### 琴韻小築
慕容復：姑蘇慕容氏，燕子塢貴公子，鮮卑族後裔，世人眼裡人中龍鳳、面如冠玉，舉止閑雅、姿態雍容自若，實質卻剛愎自負、心胸狹隘，正是名過於實。一生以復國為目標，雖然正式登場時間較晚，但身影遍佈書中每個篇幅，其家族貫穿背後30年的大陰謀。憑藉家傳絕學「斗轉星移」，一技「以彼之道，還施彼身」，贏得「北喬峰，南慕容」齊名，聲望深入人心。實質卻是氣量狹隘、名過於實，登場後與段譽有著競爭關係。本來天資不凡、江湖新輩之中可傲視同儕，可惜沒專注於武學上，後來於招攬人心上一再下錯棋子，越鬥越狠萬劫不復，甚至假意拜段延慶為義父，最終落得個眾叛親離的下場，一手好牌打得稀爛，皇帝夢碎悲劇撒花。修訂版中，以慕容復變成瘋癲為全書作結，與蕭峰同為本書立意的「雙核心」描寫。
- 阿碧：姑蘇慕容丫鬟，性格溫柔、相貌清麗、喜穿綠衣、雅擅樂韻，居於「琴韻小築」。最初與阿朱、王語嫣同行，並與段譽結拜為兄妹。大結局時，慕容復雖已瘋掉，但她仍不離不棄、細心照顧。

### 聚賢莊
- 游坦之：聚賢莊游氏雙雄（游驥、游駒）的侄子、兒子，因報仇而遇上阿紫，迷戀她到了享受被虐待的程度，頭上被烙以鐵罩，賜名鐵丑。不學無術、懦弱無能，卻又心念邪劣。機緣巧合學會易筋經（新修版神足經），成為內功高手。曾為勢所迫拜丁春秋為師，後來化名莊聚賢，被全冠清捧為丐幫幫主、加以利用。甘願挖出雙眼讓虛竹醫治阿紫，結局甚至跟随她跳崖殉情。值得一提他是4大男之外，唯一擁有個人視覺、單獨成篇的配角。

### 四大惡人
- 「惡貫滿盈」段延慶：四大惡人排行老大。原是大理國延慶太子，後於政變中身受重傷，被迫流浪江湖。因刀白鳳暗示而知道自己有段譽這個兒子。

- 「無惡不作」葉二娘：四大惡人排行老二。虚竹的生母，後隨玄慈大師死去。

- 「凶神惡煞」岳老三：四大惡人排行老三，但欲當老二。人稱「南海鱷神」。因救段譽而為段延慶所殺。

- 「窮凶極惡」雲中鶴：四大惡人排行老四。後被華赫艮趁其中悲酥清風昏迷之時一刀砍死。

### 逍遙派
- 逍遙子：逍遙派的創始人，無崖子等人的師父，为金庸小说中武功绝顶的高手之一。並未真正出場，僅被眾人提及。

- 無崖子：原逍遙派掌門，蘇星河、丁春秋的師父。後被丁春秋偷襲並被打落懸崖，雖得蘇星河及時相救，但已經全身殘廢。傳70年北冥功力與掌門之位於虛竹後衰老死去。真正鍾愛的女子為李秋水的胞妹。

- 天山童姥：無崖子的師姊，天山靈鷲宫主人。與李秋水打鬥後，雙方氣衰力竭，相繼死去。

- 李秋水：無崖子、天山童姥的師妹，因與師姐天山童姥同愛無崖子而與之结仇。同時也是李元昊的妻子，西夏皇太妃。與天山童姥打鬥後，雙方氣衰力竭，相繼死去。

- 丁春秋：無崖子的二弟子，背叛師門，把無崖子打下懸崖，並自立星宿派，江湖人稱「星宿老怪」。最大絕學為「化功大法」。與師姑李秋水私通，並認李青蘿為養女。最後被虛竹下生死符，將其終生囚禁於少林寺。

- 蘇星河：無崖子的大弟子，外號「聾啞老人」、「聰辯先生」。自創聾啞門，收徒有薛慕華等“函谷八友”。佈下珍瓏棋局，為無崖子尋找傳人。後被丁春秋下三笑逍遙散而死。

### 段正淳情人
- 甘寶寶(钟夫人)：外號「俏藥叉」，萬劫谷谷主钟萬仇之妻，秦紅棉之師妹，2人交好。未嫁前為段正淳之情婦，2人生有鍾靈。後被慕容復所殺。

- 秦紅棉：外號「修羅刀」，自稱「幽谷客」。段正淳的情婦之一，2人生有木婉清，她也是木婉清的師父，甘寶寶之師姊，2人交好。使用1對餵毒的雙刀修羅刀，暗器是毒藥袖箭。後被慕容復所殺。

- 阮星竹：段正淳情婦之一，個性精靈，善水性，毫無親情，2人生有阿朱、阿紫，却把兩個女兒棄之不顧。後被慕容復所殺。

- 李青蘿(王夫人)：未嫁前為段正淳情婦之一，與段正淳生有王語嫣。為逍遙派掌門人無崖子、李秋水所生的女兒，丁春秋的養女，慕容博的妻弟媳，慕容復的舅母。後嫁姑蘇王家，與姑蘇慕容家是親戚。個性專橫暴戾，一生痛恨男人，男子未經批准不可踏進王家(慕容家曾例外)，跟段譽首次見面便揚言要砍他雙腳作肥料。後來在姑蘇王家曼陀山莊盼望跟段正淳重修舊好未果，怒命慕容復殺盡段正淳情人，二人差點決裂，最後她撞向慕容復劍下自殺以證其真情。

- 康敏(馬夫人)：丐幫副幫主馬大元之妻，未嫁前為段正淳情婦。外表溫順，內心卻是個為達目的、不惜出賣肉體的狠角色，對自己的容貌極為自負，因喬峯不為自己美色所動，心懷怨恨而利用美色誘惑丐幫眾男性為她驅使，以彈劾喬峯。後被阿紫斷筋毀容，憂憤而死。

## 次要角色

### 無量劍
- 左子穆（無量劍東宗掌門，後歸入靈鷲宮）
為無量劍西宗掌門辛雙清的師兄，曾率東宗一方數度與無量劍西宗一方論劍定入居劍湖宮。後和辛雙清帶領無量劍東西宗一同歸入天山縹緲峰靈鷲宮旗下的「三十六洞洞主、七十二島島主」，無量劍改名為無量洞，由辛雙清作為洞主，左子穆為副洞主。

- 辛雙清（無量劍西宗掌門，後歸入靈鷲宮）
無量劍西宗掌門，道姑一名，無量劍東宗掌門左子穆的師妺。每年一度率西宗一方數度與無量劍東宗論劍定入居劍湖宮。後和左子穆帶領無量劍東西宗一同歸入天山縹緲峰靈鷲宮旗下的「三十六洞洞主、七十二島島主」。

- 龔光傑（無量劍東宗）【接觸神農幫所施毒之信而死】
- 褚師弟（無量劍西宗）
- 容子矩（無量劍東宗）
- 光豪（無量劍東宗）【被木婉清所殺】
- 葛光佩（無量劍西宗）【被木婉清所殺】
- 郁光標（無量劍東宗）
- 吳光勝（無量劍東宗）
- 唐光雄（無量劍派弟子）【被姑蘇王家花肥房嚴媽媽所殺】

### 神農幫
司空玄（神農幫幫主）【跳瀾滄江自殺而死】

### 萬劫
- 钟萬仇：《修訂版》中號「馬王神」，《新修版》中號「見人就殺」。甘寶寶之夫。
- 進喜兒：鍾家僕人，被岳老三所殺。
- 來福兒：鍾家僕人，被蘇州王家所殺。

### 伏牛派
- 柯百歲：成名技「天靈千裂」 ，被慕容博以「以彼之道、還施彼身」所殺。
- 「金算盤」崔百泉：年輕時得罪姑蘇慕容博，因此遠至大理避難，在王府中偽裝成帳房師爺的手下「霍先生」。整日醉酒賭博，是段譽熱衷棋弈時的對手。
- 「追魂鞭」過彥之：崔百泉的師侄，因師父被害，遠赴大理尋師叔共報師仇。

### 大理
- 大理眾臣：

- 高昇泰 (善闡侯)，其子為高泰明。

- 三司：

- 范驊 (司馬)、巴天石 (司空)、華赫艮 (司徒)

- 四大護衛：

- 褚萬里(死於段延慶之手)、古篤誠(紅沙灘一戰時被岳老三打入江中)、傅思歸、朱丹臣

### 天龍寺
- 枯榮大師（本因等人之師叔，段延慶親叔父）
- 本因大師（方丈，段正明之叔父）：最大絕學是六脈神劍中的「商陽劍」
- 本觀（本因的師兄）：最大絕學是六脈神劍中的「中衝劍」
- 本相（本因的師兄）：最大絕學是六脈神劍中的「少衝劍」
- 本參（本因的師弟）：最大絕學是六脈神劍中的「少澤劍」
- 本塵（保定帝 段正明）

### 拈花寺
- 黃眉僧（師承福建蒲田達摩下院）：擅使「金剛指」。
- 破嗔（黃眉僧二弟子）
- 破痴（黃眉僧弟子）

### 吐蕃
- 鳩摩智：吐蕃國師，大雪山大輪寺的僧人，人稱「大輪明王」。與慕容博為故交。本身擅使「火焰刀」，又能以「小無相功」運使少林七十二絕技。為奪天龍寺的六脈神劍劍譜，而與枯榮禪師等人比鬥。後強練少林寺的易筋經，最後走火入魔。在西夏公主招驸馬時和慕容復打斗後，落入枯井之中，被段譽的「北冥神功」吸光内力，反而因此逃过一劫，保住了性命。失去功力後，自覺惡孽深重，恍然大悟，後成為一代高僧。

### 燕子塢 / 曼陀山莊
由李青蘿創立。
- 四大家臣：

- 鄧百川：在慕容復殺死包不同後離去。
- 公冶乾：「江南第二」，在慕容復殺死包不同後離去。
- 包不同：「非也非也」，阻止慕容復認段延慶為義父，遂為慕容復所殺。
- 風波惡：「一陣風」，在慕容復殺死包不同後離去。

- 瑞婆婆（蘇州王家）
- 平婆婆（蘇州王家）
- 嚴媽媽（姑蘇王家花肥房）
- 幽草（姑蘇王家丫鬟）
- 小翠（姑蘇王家丫鬟）
- 小蘭（姑蘇王家丫鬟）
- 小詩（姑蘇王家丫鬟）
- 小茗（姑蘇王家丫鬟）
- 小茶（姑蘇王家丫鬟）
- 賈老者（蘇州王家）
- 老顧（姑蘇慕容廚師）
- 姚伯當（雲州秦家寨寨主）
- 秦伯起（雲州秦家寨前寨主兒子）
- 諸保昆（山東蓬萊派）
- 海風子（山東蓬萊派第七代掌門人）
- 都靈子（山東蓬萊派）
- 司馬衛（四川青城山青城派，司馬林之父）
- 司馬林（四川青城山青城派）
- 姜老者（四川青城山青城派）
- 孟老者（四川青城山青城派）
- 包不靚（包不同之女）

### 丐幫
- 汪劍通（前丐幫幫主「劍髯」）

丐幫前任幫主，故事開始前已逝世。深得丐幫二大神功「打狗棒法」和「降龍十八掌」的真傳，當時他武功蓋世，是江湖上第一流的頂尖高手之一。曾被契丹五名高手設伏捉走，囚於祁連山黑風洞中，威逼丐幫降服。汪幫主身材矮胖，四大長老之一宋長老與之有三分相似，便喬裝汪幫主的模樣，甘願代死，使汪幫主得以脫險，最後蕭峯從黑風洞中救宋長老回來。
全盛時期的汪劍通，曾經跟隨“带头大哥”（少林派方丈「伏虎罗汉」玄慈）和十九名宋朝武林高手參與「雁門關大戰」
汪劍通把丐幫幫主之物「打狗棒」和幫主之位傳於喬峯。乔峰二十五岁生日，汪剑通赠扇题诗：“朔雪飘飘开雁门，平沙历乱卷蓬根；功名耻计擒生数，直斩楼兰报国恩。”扇上的壮士出塞杀敌图，为丐帮退隱前輩徐冲霄所作。汪劍通在死前留下了一封信，記載了喬峯的身世。
- 馬大元（丐幫副幫主）【被康敏和白世鏡合謀所害死】

- 白世鏡（丐幫執法長老）【被丐幫呂章等人處決】

白世鏡是丐幫的執法長老，最大絕學是「纏絲擒拿手」，白世鏡向来义正辞严，铁面无私。白世鏡老婆死去二十年後被康敏以美色引誘，把持不住，與康敏合謀害死副幫主馬大元（康敏之夫）。以四大長老「奚宋陳吳」和大智分舵舵主全冠清為首的叛變，白世鏡和傳功長老呂章與手下一起被囚禁於太湖的小船上。
- 呂章（在《新修版》中加入的丐幫傳功長老）

- 奚山河（丐幫四老之一）【在聚賢莊被蕭峯所殺】
- 吳長風（丐幫四老之一)
- 宋長老（丐幫四老之一）【被游坦之所殺】
- 陳孤雁（『長臂叟』丐幫四老之一 湖北阮家）

- 全冠清（丐幫大智分舵主『十方秀才』，後被吳長老等人亂刀分屍）
- 蔣舵主（丐幫大義分舵主） 忠心耿耿的正派人士，始终信任并相信乔帮主是清白的。杏子林事件中唯一公开站台乔帮主的丐帮领导人。被全冠清等丐帮反派忌恨，最后被游坦之所杀。

- 謝副舵主（丐幫大義分舵副舵主，為西夏一品堂所殺）
- 張全祥（丐幫七袋弟子）
- 方舵主（丐幫分舵主）
- 李春來（丐幫弟子 向白世鏡假傳號令者）【自殺】
- 劉竹莊（丐幫弟子 向呂章假傳號令者）【自殺】
- 徐沖霄（丐幫退隱前輩）【被白世鏡所殺】

### 杏子林事件
- 譚公（太行山沖霄洞）【自殺】
- 譚婆（太行山沖霄洞「小娟」「阿慧」）【被蕭遠山所殺】
- 趙錢孫 【被蕭遠山所殺】
- 智光大師（天台山「萬家生佛」）【自行吞藥自盡 後被蕭遠山在太陽穴指擊洩恨】
- 單正（『鐵面判官』）【被蕭遠山所殺】
- 單伯山（單正的大兒子 泰山五雄之一）【被蕭峯所殺】
- 單仲山（單正的二兒子 泰山五雄之一）【被蕭峯所殺】
- 單叔山（單正的三兒子 泰山五雄之一）【被蕭遠山所殺】
- 單季山（單正的四兒子 泰山五雄之一）【被蕭遠山所殺】
- 單小山（單正的五兒子 泰山五雄之一）【被蕭遠山所殺】

### 無名帖 英雄大會
- 祁老六（關西『快刀祁六』）【被蕭峯、玄難、玄寂所殺】
- 向望海（湘東）
- 鮑千靈（『沒本錢』）
- 游驥：游坦之伯父，攀附薛慕华在聚贤庄声讨萧峰，从而赚得名声，但围攻他失败而圆盾被夺，羞愧下自杀身亡。
- 游駒：游坦之父亲，攀附薛慕华在聚贤庄声讨萧峰，从而赚得名声，但围攻他失败而圆盾被夺，羞愧下自杀身亡。

### 星宿派
- 摘星子（星宿派大師哥）
- 摩雲子（星宿派二師哥）
- 追風子（星宿派三師哥）
- 出塵子（星宿派八師哥）
- 天狼子

### 女真族
- 完顏阿骨打（女真族長次子，蕭峯摯友）
- 斯達林 (女真族副族長）
- 和哩布（女真族長）
- 王通治（儒醫生）
- 許卓誠（商人兼通譯）

### 遼國
- 耶律洪基（遼國皇帝，蕭峯的結拜兄弟。冊封蕭峯為「南院大王」，後又加封為宋王、平南大元帥）
- 穆貴妃（耶律洪基最寵幸的貴妃，曾下毒暗害蕭峯）
- 室里（遼國隊長）
- 耶律涅魯古（遼國南院大王、爵封楚王）【被蕭峯所殺】
- 耶律重元（遼國皇太叔、天下兵馬大元帥）【自殺】
- 耶律莫哥（遼國南院樞密使）

### 函谷八友
- 「琴顛」康廣陵
- 「棋魔」范百齡
- 「書獃」苟讀
- 「畫狂」吳領軍
- 「神醫」薛慕華
- 「巧匠」馮阿三
- 「花癡」石清風
- 「戲迷」李傀儡

### 縹緲峰靈鷲宮
創立人為天山童姥。
靈鷲宮門下弟子稱宮主為「姥姥」，而因天山童姥每三十年返老還童一次如六歲女童，而又稱她為「童姥」。
靈鷲宮位於「天山縹緲峰」上，因地形位於高山之上雲霧縹緲而得此名。此峰分為九天九部，分別是昊天、陽天、赤天、朱天、成天、幽天、玄天、鸞天和鈞天。共掌管九天九部婢女，三十六洞洞主，七十二島島主。
靈鷲宮宮內弟子多為女性，原為收留遭人遺棄的女嬰及無依無靠的可憐女子，之後亦收留被男性始亂終棄的女子為其門下，亦正亦邪的立場也使得該門派成為在金庸筆下討論度頗高的一個門派。
- 梅劍（天山童姥貼身使婢之一）
- 蘭劍（天山童姥貼身使婢之二）
- 竹劍（天山童姥貼身使婢之三）
- 菊劍（天山童姥貼身使婢之四）

- 符聖使（縹緲峰靈鷲宮聖使）
- 余婆（縹緲峰靈鷲宮昊天部首領）
- 石嫂（縹緲峰靈鷲宮朱天部首領）
- 符敏儀（縹緲峰靈鷲宮陽天部首領『針神』）
- 程青霜（縹緲峰靈鷲宮鈞天部副首領）

### 萬仙大會（三十六洞洞主、七十二島島主）
- 桑土公（川西碧磷洞）【被虛竹、天山童姥壓死】
- 玄黃子（藏邊虯龍洞）
- 章達夫（北海玄冥島島主）
- 端木元（海南島五指山赤焰洞）
- 黎夫人（南海椰花島）
- 烏老大（島主）
- 不平道人（『蛟王』）【被虛竹以松球所殺】
- 崔綠華『芙蓉仙子』
- 卓不凡（『劍神』一字慧劍門）
- 欽島主（海馬島）
- 霍洞主（紫巖洞）
- 司馬島主（受蟒鞭責打縱橫交錯九條）
- 洞主（三枚大鐵釘釘背）
- 安洞主（口吃者）
- 九翼道人（雷電門　西夏一品堂『雷動于九天之上』）【死於飄緲峰下】
- 區島主（劍魚島）【被卓不凡所殺】
- 霍洞主（洞主）
- 雲島主（島主）
- 哈大霸（鐵鰲島島主）
- 珠崖大怪（珠崖雙怪之一）
- 珠崖二怪（珠崖雙怪之一）
- 费玉清（岛主）

### 西夏
- 夢姑：真實身份為銀川公主李清露，是李秋水的孫女、王語嫣的表妹。其時天山童姥為了躲避師妹追殺，躲進西夏國境的冰窖中，為了使虛竹習得逍遙派招式，童姥抱她來誘他破淫。雙方以「夢郎」、「夢姑」相稱，乃因二人在天寒地凍的環境肉帛相見，分不清是在現實還是睡夢中相見。後來銀川公主以招募夫婿為名，欲再遇夢中情郎為實，設下三條問題，並與虛竹相認雙宿。

- 曉蕾：西夏皇宮的侍女，《修訂版》中僅稱宮女，《新修版》給予名字，同時加設銀川公主送贈她給段譽，封為大理國郡主的情節。

### 一品堂
- 赫連鐵樹（統率西夏一品堂 征東大將軍）
- 努兒海（西夏一品堂）

### 少林寺
- 靈門大師
少林寺前任方丈，玄字輩僧人之師父，與逍遙派的天山童姥平輩論交。已逝世多年。
- 掃地僧
少林藏經閣的一名服事僧，佛法修為似在玄字輩僧人之上，武功亦超凡入聖，為當世天下第一。曾將慕容博及蕭遠山打成“假死”（龜息），再給予重新救活，治療他們因多年盜習少林武功所造成的內傷並化解仇恨，感化兩人皈依佛門。
- 玄慈（方丈）
少林寺方丈，德高望重頗具威嚴，武林聲望極高，為貫穿通篇故事的“帶頭大哥”。與五台山清凉寺方丈神山上人并稱“降龍”“伏虎”兩羅漢。早年葉二娘的父親生了重病，玄慈方丈前來為他醫治，救了葉二娘爹爹的命。葉二娘對玄慈既感激又仰慕，貧家女子無以為報便以身相許，玄慈把持不住色戒與葉二娘行苟且之事，令葉懷孕生下虛竹。在《新修版》中曾化名「遲老先生」與蕭峯對掌，查察他是否殺死玄苦之凶手。最終玄慈與葉二娘因奸情被蕭遠山公諸於世，在與虛竹相認後，一同羞愧自殺。
- 玄悲
當年查探慕容博下落不果，往大理支援段氏時，被慕容博所殺。絕學為少林七十二絕技之一的「大韋陀杵」。
- 玄慚
- 玄生
曾化名「孫老先生」與蕭峯對掌，查察他是否殺死玄苦之凶手。
- 玄止
曾化名「褚老先生」與蕭峯對掌，查察他是否殺死玄苦之凶手。
- 玄因
曾化名「金老先生」與蕭峯對掌，查察他是否殺死玄苦之凶手。
- 玄渡
善待寺中後輩，深受小僧愛戴。擅拈花指。曾化名「杜老先生」與蕭峯對掌，查察他是否殺死玄苦之凶手。吐蕃「大輪明王」鳩摩智大鬧少林寺時，玄渡挺身而出，與鳩摩智比拼「拈花指」，最後不敵受傷。
- 玄鳴
救援蕭峯時，被契丹武士所殺。
- 玄石
曾跟蹤蕭峯，查察他是否殺死徐長老、趙錢孫等人之凶手。後救援蕭峯時，被契丹武士所殺。
- 玄愧
- 玄念
- 玄淨
- 玄難（達摩院首座）
曾參與聚賢莊大戰，被丁春秋下三笑逍遙散所殺。
- 玄寂（戒律院首座）
曾參與聚賢莊大戰，最大絕學是少林七十二絕技之一「一拍兩散」，最後接任少林寺方丈。
- 玄痛【悟道圓寂】
與游坦之對上一掌為其冰蠶毒掌所傷，在苟讀的啟發下悟道圓寂。
- 玄澄
被譽為少林寺中二百年來武功第一的僧人，然而由於未能精進佛法修為而強練少林絕技，導致筋脈俱斷。但此後大徹大悟、潛心佛學，成為一代高僧。
- 玄滅
- 玄苦
蕭峯之師，向其傳授「降魔掌」，後被蕭遠山所殺。
- 慧真
- 慧觀
- 慧淨（抓冰蠶者）
- 慧方
- 慧鏡
- 慧輪（虛竹之師）
- 虚清
- 虚湛
- 虚淵
- 五葉大師（身戒寺方丈）
- 青松（小沙彌）
- 緣根（管理少林寺瑣碎事務）

### 蒙面客／幕後黑手
- 蕭遠山：蕭峯之父，為了報殺妻之仇隱居少林寺30年，後與慕容博同皈依佛門。

- 慕容博：慕容復之父，與兒子同欲圖謀興復大業，城府極深。當年雁門關一役因其亂報謊言而起，後詐死隱藏少林寺中偷閱少林絕技，最終受掃地僧點化皈依佛門。

### 其他
- 金二哥（農家青年）【磨坊被西夏武士所殺】
- 花妹（農家少女）【磨坊被西夏武士所殺】
- 譚青：號「追魂杖」，段延慶的弟子。被蕭峯所殺。
- 孫三霸：號「小煞神」，岳老三之徒。被木婉清所殺。
- 神山上人：五台山清涼寺方丈，與玄慈並稱『降龍』『伏虎』兩羅漢。昔年有意投入少林門下，卻因性子高傲而被方丈靈門拒絕。
- 觀心大師（開封府大相國寺）
- 道清大師（江南普渡寺）
- 覺賢大師（廬山東林寺）
- 融智大師（長安淨影寺）
- 志远大师（四台山炎热寺）
- 鸿杰大师（紫云山大雨寺）
- 神音大師（五台山清涼寺）
- 哲羅星（天竺僧人）
- 波羅星：天竺僧人，哲羅星的師弟，偷學《大金剛拳經》、《般若掌法》、《摩訶指訣》。
- 諸葛中（河北『神彈子』）
- 宗贊（吐蕃國王子）
- 太皇太后高氏
- 趙煦（宋哲宗）
- 范祖禹（宋朝翰林學士）
- 蘇轍（宋朝宰相）
- 范純仁（宋朝大臣）
- 張將軍（雁門關指揮使）
- 馬五德（滇南普洱老武師，帶段譽上無量山的人）
- 梁阿婆（替秦紅棉買雜貨者）
- 五葉大師（身戒寺方丈）
- 駱氏三雄【被慕容博所殺】
- 章虛道人【被慕容博所殺】
- 蔡慶圖（土豪）【被崔百泉所殺】